# Зломболь

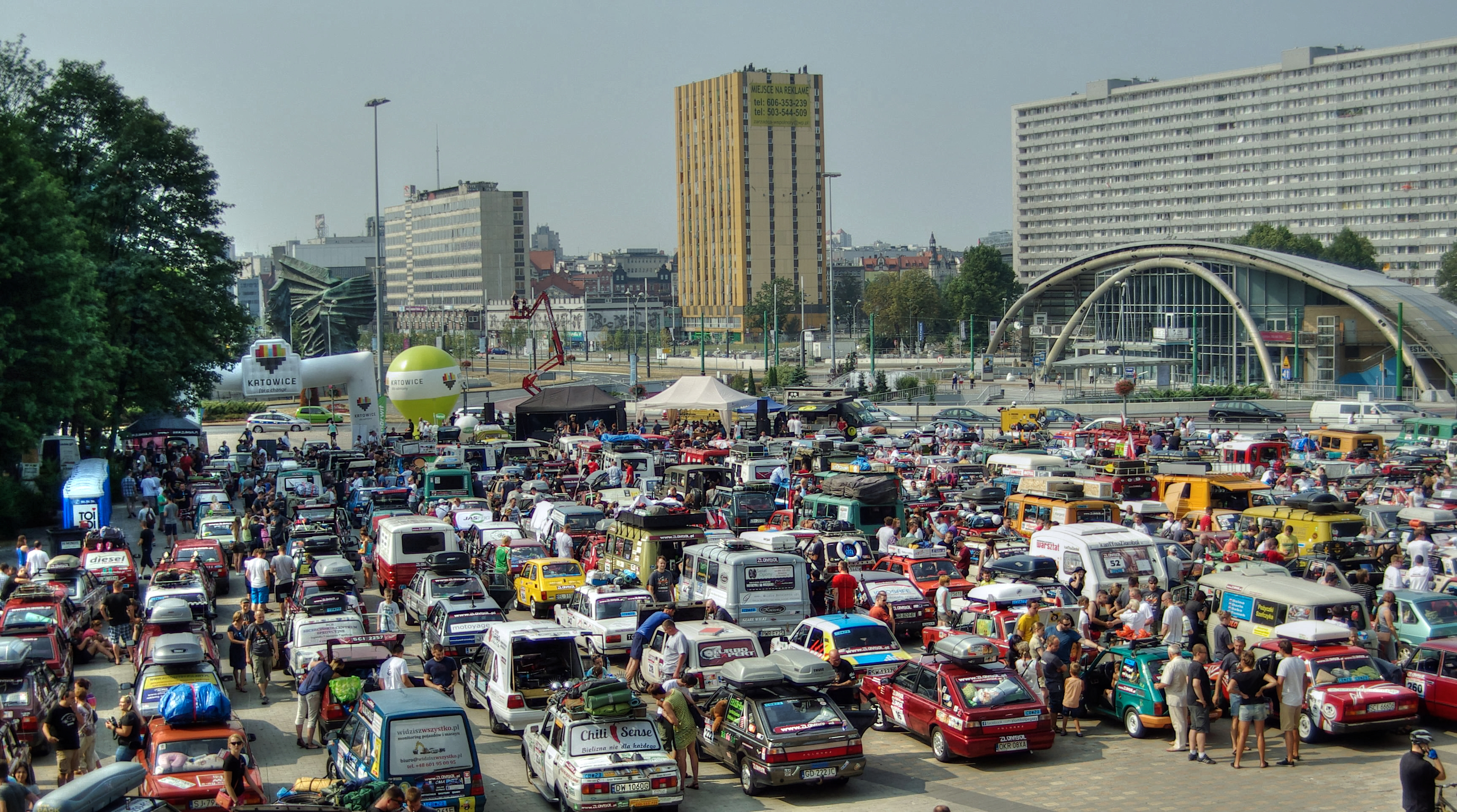
Старт 2015

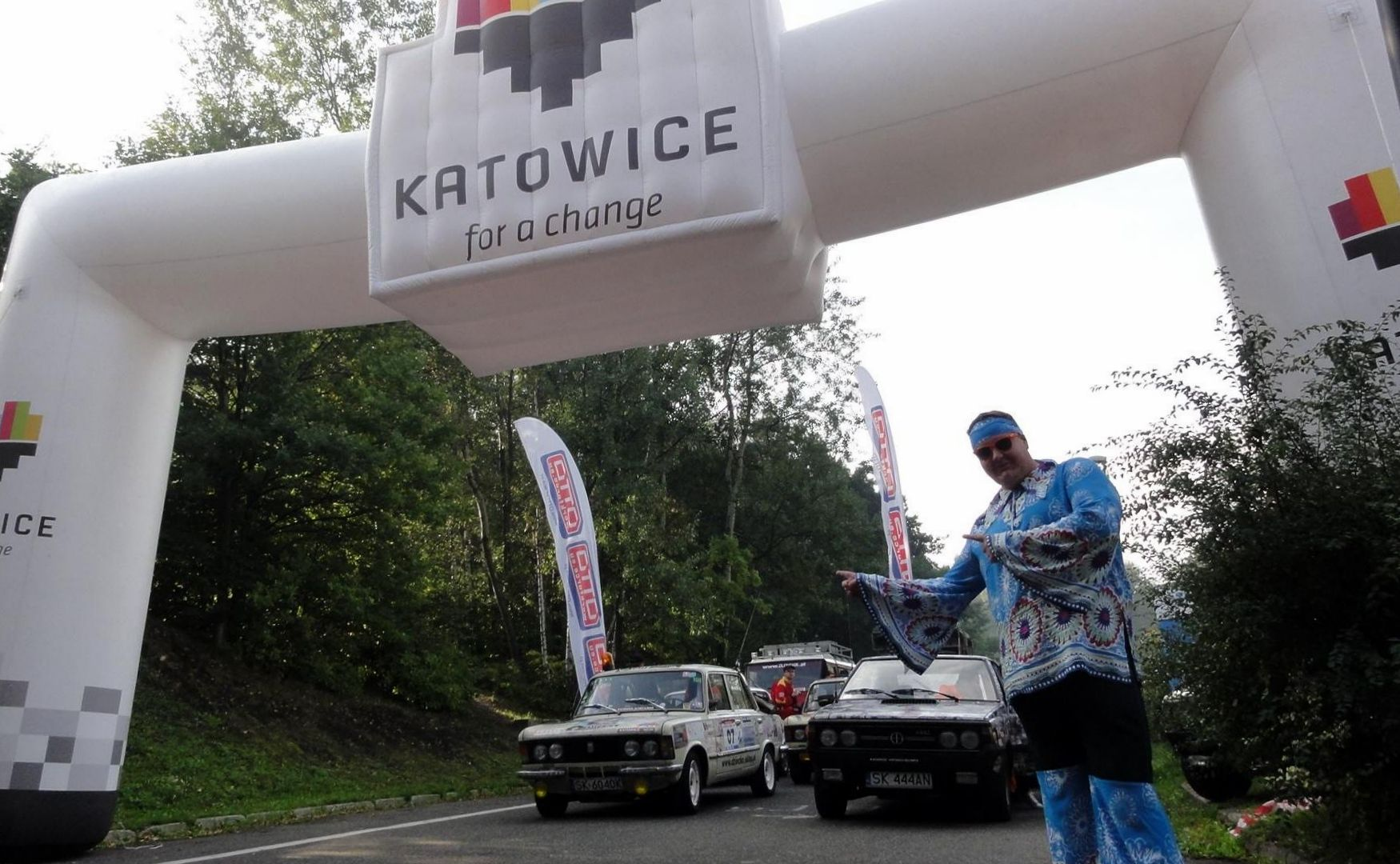
Старт 2014

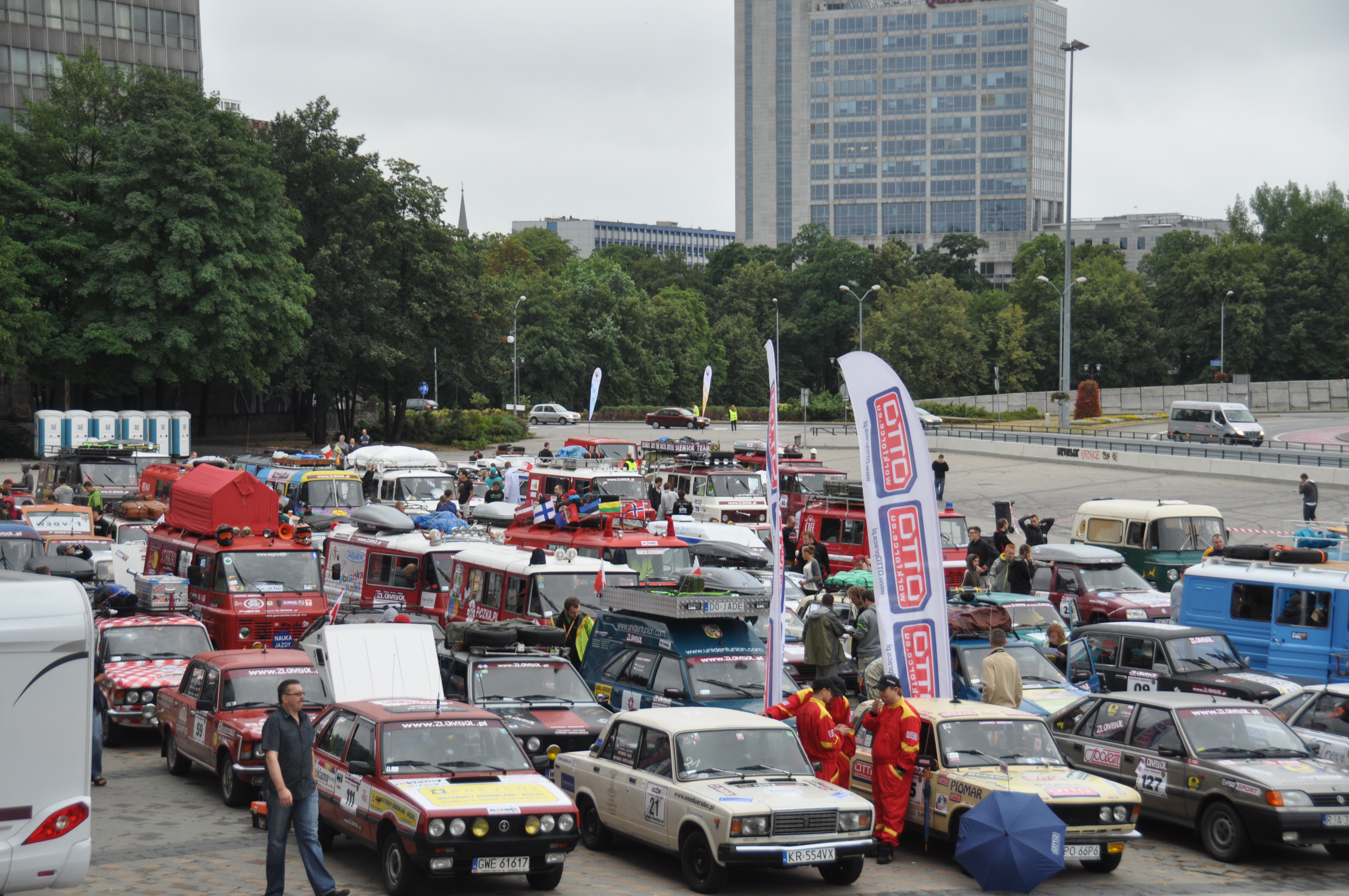
Старт 2013

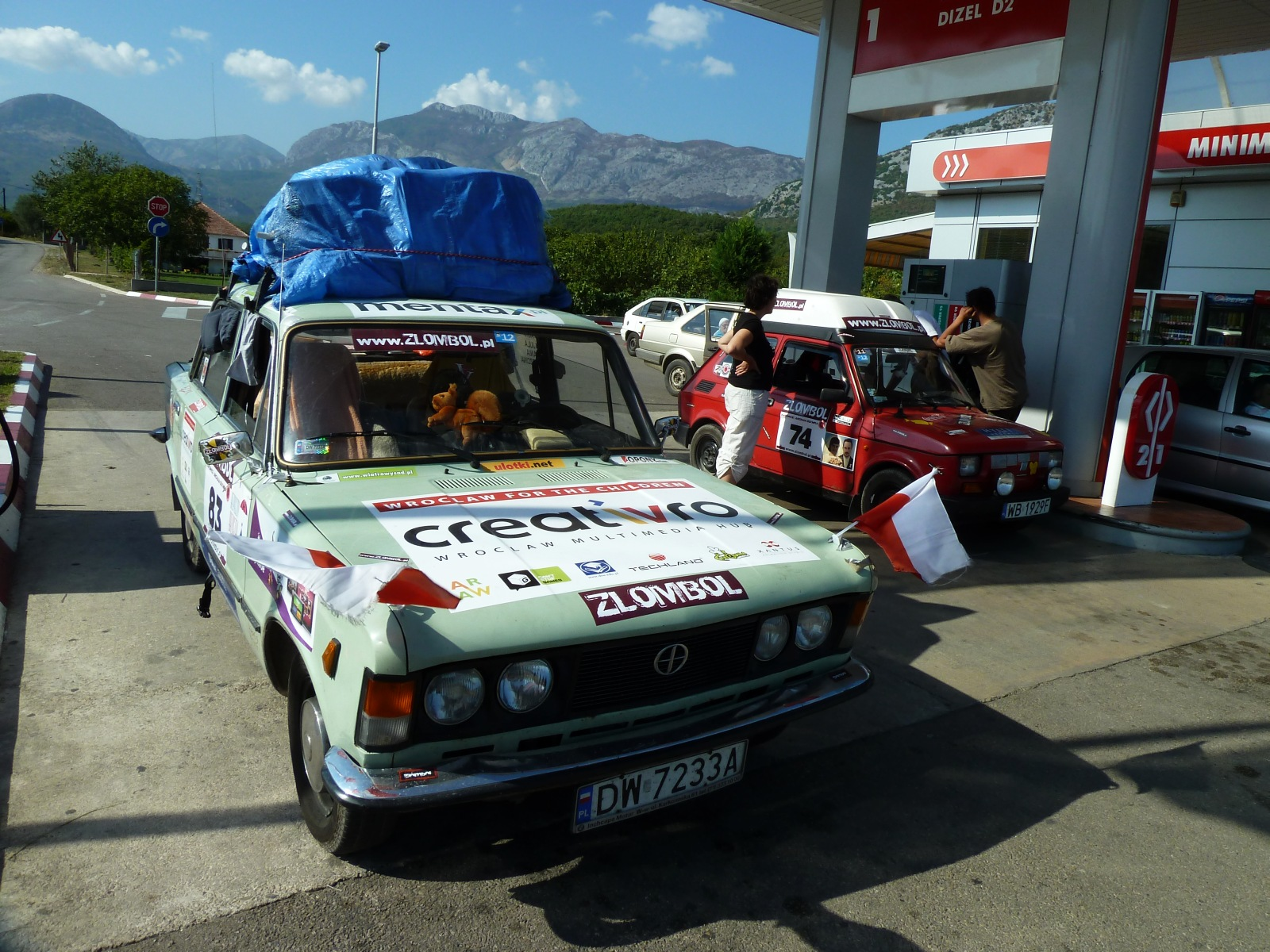
Polski Fiat 125p - Зломболь 2012

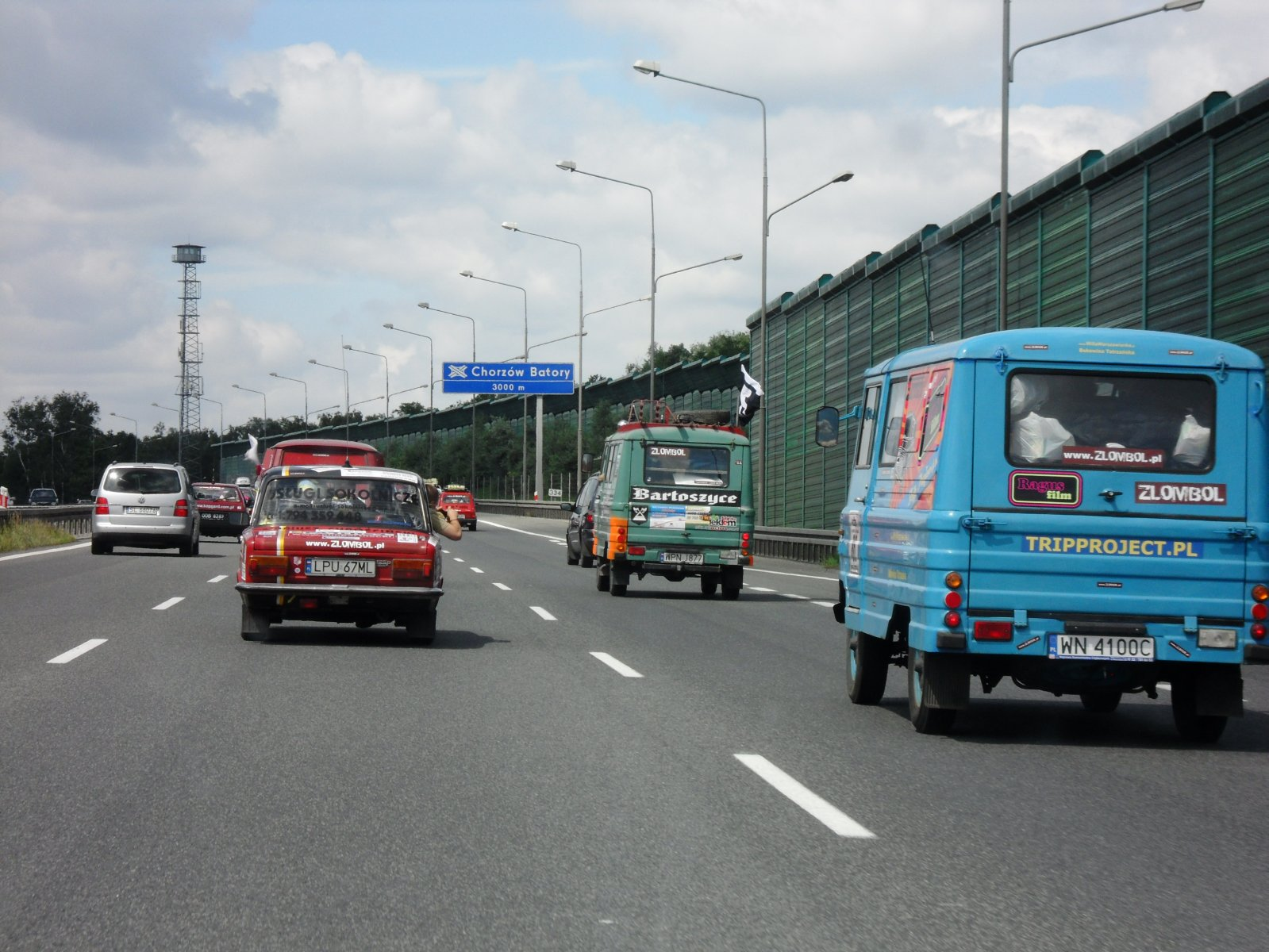
Żuk - Зломболь 2011

Зломболь – кількаденне, туристичне благодійне ралі, мета якого полягає у тому, щоб подолати бл. 2500 км (в один бік ) автомобілем соціалістичного / комуністичного виробництва (або конструкції). Відбувається кожного року в липні, серпні або вересні. Старт в Катовіцах.

## Історія
Ралі виникло в 2007 році: декілька друзів вирішили проїхати довгу дистанцію старим автомобілем і зібрати гроші для дитячих будинків в Сілезії. В першому Зломболі взяли участь тільки дві команди, обидві доїхали до фінішу під "Casino Monte Carlo" в Монте-Карло. Це місце було фінішем і під час другого Зломболю. В наступні роки правила дещо змінилися: фініш повинен бути на відстані бл. 2500 км у різних напрямках від Катовіц. Почергово фінішем обирають «теплі» та «холодні» країни.
| Рік  | Кількість команд | Доїхало команд | Ціль                  | Зібрана сума                      | Строки                  |
| ---- | ---------------- | -------------- | --------------------- | --------------------------------- | ----------------------- |
| 2007 | 2                | 2              | Монте-Карло           | 12 792.77 zł (3 198,19 EUR)       |                         |
| 2008 | 13               | 11             | Монте-Карло           | 37 631.55 zł (9 407,89 EUR)       | 04.09.2008 - 07.09.2008 |
| 2009 | 21               | 17             | Північне полярне коло | 43 989.08 zł (10 997,27 EUR)      | 04.07.2009 - 08.07.2009 |
| 2010 | 121              | 107            | Стамбул               | 172 328.33 zł (43 082,08 EUR)     | 04.09.2010 - 07.09.2010 |
| 2011 | 134              | 102            | Лох-Несс              | 231 791.42 zł (57 947,86 EUR)     | 23.07.2011 - 27.07.2011 |
| 2012 | 206              | 167            | Олімпія               | 346 584.42 zł (86 646,11 EUR)     | 15.09.2012 - 19.09.2012 |
| 2013 | 147              | 110            | Нордкап               | 302 738.73 zł (75 684,68 EUR)     | 10.08.2013 - 14.08.2013 |
| 2014 | 342              | 310            | Льорет-де-Мар         | 676 736,97 zł (169 184,24 EUR)    | 13.09.2014 - 17.09.2014 |
| 2015 | 343              | 318            | Пассо Стельвіо Делло  | 734 868,06 zł (183 717,01 EUR)    | 15.08.2015 - 18.08.2015 |
| 2016 | 450              | -              | Туніс через Палермо   | 1 070 953,16 zł (~250 000,00 EUR) | 25.09.2016 - 01.10.2016 |
| 2017 | 530              | -              | Ноха                  | 1 083 293 zł (~255 000,00 EUR)    | 02.09.2017 - 06.09.2017 |
| 2018 | 836              | 704            | Сітонія               | 1 866 050,13 zł (~466 500,00 EUR) | 01.09.2018 - 05.09.2018 |
| 2019 | 450              | -              | Дублін                | 1 322 255,64 zł (310 351,71 EUR)  | 29.06.2019 - 03.07.2019 |

1 EUR = 4 zł

## Благодійна мета
Учасники ралі збирають гроші для дітей з дитячих будинків за рахунок продажу рекламної поверхні на своїх авто. Кожна команда повинна знайти спонсорів, щоб подолати визначений статутом мінімальних фінансовий поріг пожертв для дітей, якщо необхідну суму не вдається зібрати, команда не допускається до старту. Команди їдуть виключно за власний рахунок, будь-яка спонсорська допомога заборонена.
Допускаються додаткові пожертви, без продажу рекламної поверхні. Усі пожертви спрямовуються на ціль заходу – тобто подарунки для дітей з дитячих будинків.

## Організація ралі
Зломболь це екстремальне ралі. З боку організаторів учасники не отримують ніякої підтримки. Кожна команда їде на власний страх і ризик, за власні кошти. Організатори лише визначають місця для нічлігів на великих кемпінгах. До участі у ралі допускаються тільки автомобілі, виготовлені в колишньому східному блоці (т.зв. країни народної демократії), або ж виготовлені вже після перестройки 1989-1900 рр., однак запроектовані ще в попередній системі. 
Автомобіль має бути куплений за менше ніж 1000 зл, однак допускаються винятки з цього правила. Авто рухаються громадськими дорогами невеликими конвоями по декілька машин або індивідуально (за побажанням команд). Кожна команда самостійно вирішує, якими дорогами їхатиме до мети кожного етапу ралі. Після того, як учасники доїдуть до визначеного організаторами фінішу, команди повертаються в Польщу довільним способом і маршрутом.

## Зовнішні лінки
- Офіційна сторінка ралі (pl/eng)
- Репортажі у ЗМІ з ралі у 2012 р. (pl) [Архівовано 23 жовтня 2015 у Wayback Machine.]